# فهرست خورشیدگرفتگی‌های قابل مشاهده در ایالات متحده آمریکا
این فهرست شامل فهرست خورشیدگرفتگی‌های قابل مشاهده در ایالات متحده آمریکا است که خورشیدگرفتگی‌های آینده را نیز شامل می‌شود.

## ۱۹۰۱–۱۹۵۰
در ۴۸ ایالت قابل مشاهده بود:
- Solar eclipse of May 28, 1900 - SE US
- خورشیدگرفتگی ۸ ژوئن ۱۹۱۸ - Across US
- خورشیدگرفتگی ۱۰ سپتامبر ۱۹۲۳ - SW US
- خورشیدگرفتگی ۲۴ ژانویه ۱۹۲۵ - NE US
- خورشیدگرفتگی ۲۸ آوریل ۱۹۳۰ W US
- خورشیدگرفتگی ۳۱ اوت ۱۹۳۲ NE US
- خورشیدگرفتگی ۴ فوریه ۱۹۴۳ Alaska
- خورشیدگرفتگی ۹ ژوئیه ۱۹۴۵ NW US and Canada

...
در ۴۸ ایالت به‌صورت جزئی قابل مشاهده بود
- خورشیدگرفتگی ۳۰ اوت ۱۹۰۵ - eastern Canada
- خورشیدگرفتگی ۳ ژانویه ۱۹۰۸ - Pacific, partial in Southern US
- خورشیدگرفتگی ۱۷ ژوئن ۱۹۰۹ - northern Canada, partial US
- خورشیدگرفتگی ۲۸ آوریل ۱۹۱۱ - pacific, partial US
- خورشیدگرفتگی ۱۷ آوریل ۱۹۱۲ - Atlantic, partial US sunrise
- خورشیدگرفتگی ۲۱ اوت ۱۹۱۴ - Canada, partial US sunrise
- خورشیدگرفتگی ۳ فوریه ۱۹۱۶ - South America, partial US
- خورشیدگرفتگی ۸ ژوئن ۱۹۳۷ - Partial S US

## ۱۹۵۱–۲۰۰۰
| خورشیدگرفتگی ۲۰ ژوئیه ۱۹۶۳ کامل | خورشیدگرفتگی ۷ مارس ۱۹۷۰ کامل     | خورشیدگرفتگی ۲۶ فوریه ۱۹۷۹ کامل | خورشیدگرفتگی ۱۰ اوت ۱۹۸۰ حلقه‌ای  |
| خورشیدگرفتگی ۳۰ مه ۱۹۸۴ حلقه‌ای  | خورشیدگرفتگی ۳ اکتبر ۱۹۸۶ مرکب    | خورشیدگرفتگی ۷ مارس ۱۹۸۹ جزئی   | خورشیدگرفتگی ۱۱ ژوئیه ۱۹۹۱ کامل  |
| خورشیدگرفتگی ۱۰ مه ۱۹۹۴ حلقه‌ای  | خورشیدگرفتگی ۲۹ آوریل ۱۹۹۵ حلقه‌ای | خورشیدگرفتگی ۲۶ فوریه ۱۹۹۸ کامل | خورشیدگرفتگی ۲۵ دسامبر ۲۰۰۰ جزئی |
| خورشیدگرفتگی ۲۱ مه ۱۹۹۳ جزئی    |                                   |                                 |                                  |

## ۲۰۰۱–۲۰۵۰
| خورشیدگرفتگی ۱۴ دسامبر ۲۰۰۱ حلقه‌ای | خورشیدگرفتگی ۱۰ ژوئن ۲۰۰۲ حلقه‌ای | خورشیدگرفتگی ۸ آوریل ۲۰۰۵ مرکب | خورشیدگرفتگی ۱ خرداد ۱۳۹۱ حلقه‌ای |
| خورشیدگرفتگی ۲۱ اوت ۲۰۱۷ کامل      | خورشیدگرفتگی ۸ آوریل ۲۰۲۴ کامل   |                                |                                  |